# Two Girls on Broadway
Pour plus de détails, voir Fiche technique et Distribution.
Two Girls on Broadway est un film musical américain réalisé par S. Sylvan Simon, sorti en 1940.

## Synopsis
Molly Mahoney monte un spectacle de vaudeville avec son fiancé Eddie Kerns. Travaillant dans une école de danse locale, elle rêve de devenir une star se produisant à Broadway. Eddie la persuade de quitter la ville pour New York et après leur arrivée, Eddie fait ses débuts à la radio avec ses soi-disant canaris chanteurs. Bien que les canaris soient incapables de chanter, Eddie ne l'est pas et, après des débuts impressionnants, on lui offre un emploi à la station. Il convainc son collègue Buddy Bartell d'accorder une audition à Molly et à sa petite sœur Pat.
Ce qui promettait d'être une grande opportunité se transforme en un début de tensions notables entre les sœurs, lorsque Bartell annonce qu'il veut faire équipe avec Eddie et Pat. Molly, quant à elle, se voit proposer un travail dégradant de vendeuse de cigarettes. Au lieu de se plaindre, Molly ravale sa fierté et permet à Pat de prendre la vedette qui lui est destinée. Pendant ce temps, le playboy "Chat" Chatsworth, riche et souvent marié, tombe amoureux de Pat et commence à flirter avec elle. Au bout d'un moment, Molly découvre le passé sauvage de Chat par l'intermédiaire de son ami Jed Marlowe et tente de prévenir sa sœur.
Ses inquiétudes s'avèrent toutefois inutiles, car Pat se sent plus attirée par Eddie. Elle ne veut pas blesser Molly ni gâcher ses fiançailles et décide de rentrer chez elle. Molly, qui ne connaît pas les raisons du départ de Pat, insiste pour qu'elle reste. Pensant que c'est le seul moyen d'oublier ses sentiments pour Eddie, Pat accepte la proposition de Chat et s'enfuit avec lui. Lorsque Eddie apprend la nouvelle, il est alarmé, car il était secrètement amoureux de Pat depuis le début. Il avoue à Molly ses véritables sentiments pour Pat et est encouragé à la suivre. Cependant, en arrivant à l'appartement, Eddie découvre que Pat et Chat sont déjà partis.
Ayant entendu l'un des domestiques de Chat parler de l'endroit où se trouvent Pat et Chat, Eddie se précipite à l'hôtel de ville. Interrompant une cérémonie de mariage qui a déjà commencé, Eddie déclare son amour à Pat. Avec la bénédiction de Molly, Pat et Eddie décident de se marier, tandis que Molly rentre chez elle.

## Fiche technique
- Titre original : Two Girls on Broadway
- Réalisation : S. Sylvan Simon
- Production : Jack Cummings
- Société de production : Loew's et MGM
- Scénario : Jerome Chodorov et Joseph Fields d'après une histoire d'Edmund Goulding
- Directeur musical : George Stoll
- Musique : David Raksin et Robert W. Stringer (non crédités)
- Chorégraphie : Bobby Connolly et Eddie Larkin
- Directeur Photo : George J. Folsey
- Montage : Blanche Sewell
- Direction artistique : Cedric Gibbons
- Décorateur de plateau : Edwin B. Willis
- Costumes : Dolly Tree
- Pays de production :  États-Unis
- Langue originale : anglais
- Genre : Film musical et romance
- Format : noir et blanc - Son : Mono (Western Electric Sound System)
- Durée : 73 minutes
- Date de sortie : 
  - États-Unis : 19 avril 1940

## Distribution
- Lana Turner : Patricia 'Pat' Mahoney
- Joan Blondell : Molly Mahoney
- George Murphy : Eddie Kerns
- Kent Taylor : 'Chat' Chatsworth
- Richard Lane : Buddy Bartell
- Wallace Ford : Jed Marlowe
- Otto Hahn : Ito
- Lloyd Corrigan : Juge Hennessey
- Don Wilson : M. Boyle
- Charles Wagenheim : Harry
- Herb Vigran : Journaliste